# Ghiacciai del Montasio
I Ghiacciai del Montasio sono due piccoli ghiacciai, posti sul versante nord dello Jôf di Montasio, nelle Alpi Giulie italiane (Friuli-Venezia Giulia, provincia di Udine) e sono il minore e l'occidentale (il più basso delle Alpi con i suoi 1 900 m sul livello del mare), che occupano una superficie complessiva prossima ai 5 ha. Assumono le sembianze di un nevaio o glacio-nevaio, all'interno dei canaloni rocciosi ombreggiati dalla radiazione solare.